# Zavlekov
Zavlekov (németül Zamlekau), település Csehországban, Klatovyi járásban. Zavlekov Kolinec, Nalžovské Hory, Plánice, Zborovy, Hnačov, Tužice és Číhaň településekkel határos. Lakosainak száma 423 fő (2024. január 1.).

## Népesség
A település lakosságának változását az alábbi diagram mutatja:
| Lakosok száma | 1269 | 1164 | 1133 | 750  | 460  | 413  | 418  | 412  | 414  | 423  |
|               | 1869 | 1890 | 1921 | 1950 | 1980 | 2001 | 2017 | 2019 | 2022 | 2024 |